# 諾伊基興湖

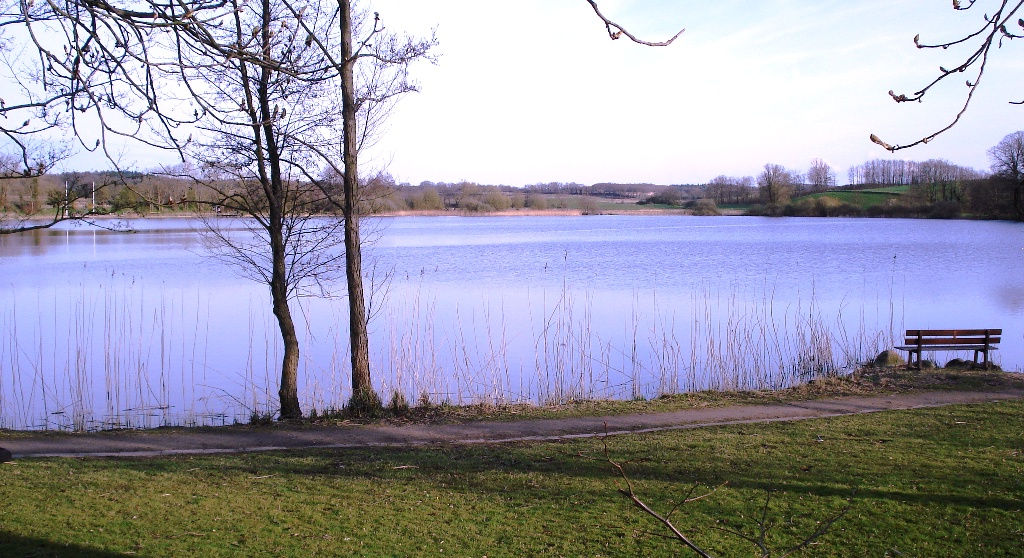

54°12′57″N 10°33′30″E / 54.215806°N 10.558333°E
諾伊基興湖（德語：Neukirchener See），是德國的湖泊，位於該國北部石勒蘇益格-荷爾斯泰因州，由東荷爾斯泰因縣負責管轄，長0.5公里、寬0.3公里，面積0.1平方公里，最大水深5米。